# Жижиг-чорпа
Жижиг-чорпа (чечен. Жижиг-чорпа) — традиционное национальное блюдо чеченцев, суп, в состав которого входят говядина или баранина, жир, томат-пюре, помидоры свежие, лук репчатый, мука пшеничная, картофель, чеснок, соль, перец чёрный молотый, зелёная петрушка.

## Описание
Для приготовления супа сырое мясо нарезают брусочками, солят, обжаривают до образования корочки, заливают горячим бульоном или водой, добавляют пассерованный репчатый лук, томатное пюре или свежие помидоры и тушат до готовности. Затем бульон сливают и готовят на нём соус с мукой, поджаренной до светло-коричневатого цвета. В соус кладут мясо, жареный картофель и варят 10-15 минут. При подаче заправляют чесноком, растертым с солью, и посыпают мелко нарубленной зеленью петрушки.